# Saint John Flames
Saint John Flames byl profesionální kanadský klub ledního hokeje, který sídlil v Saint Johnu v provincii Nový Brunšvik. Od roku 1993 do roku 2003 působil v American Hockey League, když klub Calgary Flames koupil, přemístil a přejmenoval utický klub Utica Devils, aby se tak stal jejich přidruženým klubem. Klubové barvy byly červená, bílá, zlatá a černá.

## Historie a úspěchy
Saint John Flames v roce 2001 vyhráli šampionát Calder Cup  na domácím ledě v Harbour Station.  28. května 2001 porazili Wilkes-Barre/Scranton Penguins, farmu týmu Pittsburgh Penguins. Flames (Plameny) sérii vyhráli 4-2 s konečným skóre 1-0. Flames také hráli finále Calder Cupu v roce 1998, kdy je porazili Philadelphia Phantoms. Po vítězství z roku 2001 se Saint John Flames se stal druhým týmem AHL se sídlem v Novém Brunšviku, jenž vyhrál Calder Cup. Prvním byl tým New Brunswick Hawks z Monctonu - v roce 1982 hráli proti Binghamton Whalers. Vítězství přišlo poté, co ostatní týmy AHL se sídlem v Novém Brunšviku soutěžící o pohár prohrály.
Po sezóně 2002-03 byla Plamenům na dvě sezóny pozastavena činnost. V roce 2005 byly oživeny, tým pak několikrát přesídlil a hrál jako Omaha Ak-Sar-Ben Rytířů (2005-07), Quad City Flames (2007-09), Abbotsford Heat (2009-14), Adirondack Flames (2014-15). V sezóně 2015-16 hrál jako Stockton Heat v nové Pacifické Divizi.
Během pozastavené činnosti St. John ' s Maple Leafs zůstaly na jednu sezónu jako poslední zbývající klub atlantsko-kanadské AHL, protože   Toronto Maple Leafs v roce 2005 přestěhovali své Toronto Marlies do Toronta. AHL se do Atlantské Kanady vrátila až v roce 2011 se St John IceCaps. Saint John v současné době zastupuje klub  Saint John Sea Dogs z Quebec Major Junior Hockey League.

## Logo
Saint John Flames původně používaly logo stylizovaného červenožlutého plamenu, který velmi připomínal plamen Calgary Flames, s hokejkou a slovem "PLAMENY" červenými písmeny ve spodní části. V roce 2000 bylo týmové logo změněno na draka plivajícího oheň s červenou a oranžovou barvou. Byl to vzácný případ týmu AHL, který neměl stejné základní logo (i když s některými úpravami) jako jeho přidružený tým, co se názvu týče. Dokonce i Fredericton Express ve městě kousek od Saint John a ve stejné provincii používá logo velmi podobné logu jeho dvou přidružených týmů, Quebec Nordiques (tím druhým byli Vancouver Canucks).

## Výsledky

### Klasická sezóna
Zdroj: 
| Sezóny  | Počet sehraných zápasů | Vítězství | Porážky | Remízy | Overtime Losses | Points | Goals For | Goals Against | Standing      |
| ------- | ---------------------- | --------- | ------- | ------ | --------------- | ------ | --------- | ------------- | ------------- |
| 1993–94 | 80                     | 37        | 33      | 10     | —               | 84     | 304       | 305           | 2nd, Atlantic |
| 1994–95 | 80                     | 27        | 40      | 13     | —               | 67     | 250       | 286           | 4th, Atlantic |
| 1995-96 | 80                     | 35        | 30      | 11     | 4               | 85     | 272       | 264           | 2nd, Atlantic |
| 1996–97 | 80                     | 28        | 36      | 13     | 3               | 72     | 237       | 299           | 2nd, Canadian |
| 1997–98 | 80                     | 43        | 24      | 13     | 0               | 99     | 231       | 201           | 1st, Atlantic |
| 1998–99 | 80                     | 31        | 40      | 8      | 1               | 71     | 238       | 296           | 4th, Atlantic |
| 1999–00 | 80                     | 32        | 32      | 11     | 5               | 80     | 267       | 283           | 2nd, Atlantic |
| 2000–01 | 80                     | 44        | 24      | 7      | 5               | 100    | 269       | 210           | 1st, Canadian |
| 2001–02 | 80                     | 29        | 34      | 13     | 4               | 75     | 182       | 202           | 5th, Canadian |
| 2002–03 | 80                     | 32        | 41      | 6      | 1               | 71     | 203       | 223           | 4th, Canadian |

### Play-off
| Sezóna  | 1. kolo              | 2. kolo             | 3. kolo            | Finále               |
| ------- | -------------------- | ------------------- | ------------------ | -------------------- |
| 1993-94 | L, 3-4, Moncton      | —                   | —                  | —                    |
| 1994-95 | L, 1-4, P. E. I.     | —                   | —                  | —                    |
| 1995-96 | W, 3-1, St. John ' s | W, 4-1, Fredericton | L, 3-4, Portland   | —                    |
| 1996-97 | L, 2-3, Hamilton     | —                   | —                  | —                    |
| 1997-98 | W, 3-1, St. John ' s | W 4-2, Portland     | W, 4-1, Hartford   | L, 2-4, Philadelphia |
| 1998-99 | W, 3-0, Lowell       | L, 0-4, Fredericton | —                  | —                    |
| 1999-00 | L, 0-3, Lowell       | —                   | —                  | —                    |
| 2000-01 | W, 3-0, Portland     | W, 4-1, Quebec      | W, 4-1, Providence | W 4-2, W. B. S.      |
| 2001-02 | Mimo play-off        | Mimo play-off       | Mimo play-off      | Mimo play-off        |
| 2002-03 | Mimo play-off        | Mimo play-off       | Mimo play-off      | Mimo play-off        |